# Xian de Huailai
Le xian de Huailai (怀来县 ; pinyin : Huáilái Xiàn) est un district administratif de la province du Hebei en Chine. Il est placé sous la juridiction de la ville-préfecture de Zhangjiakou.

## Démographie
La population du district était de 327 684 habitants en 1999.